# Povoamento humano

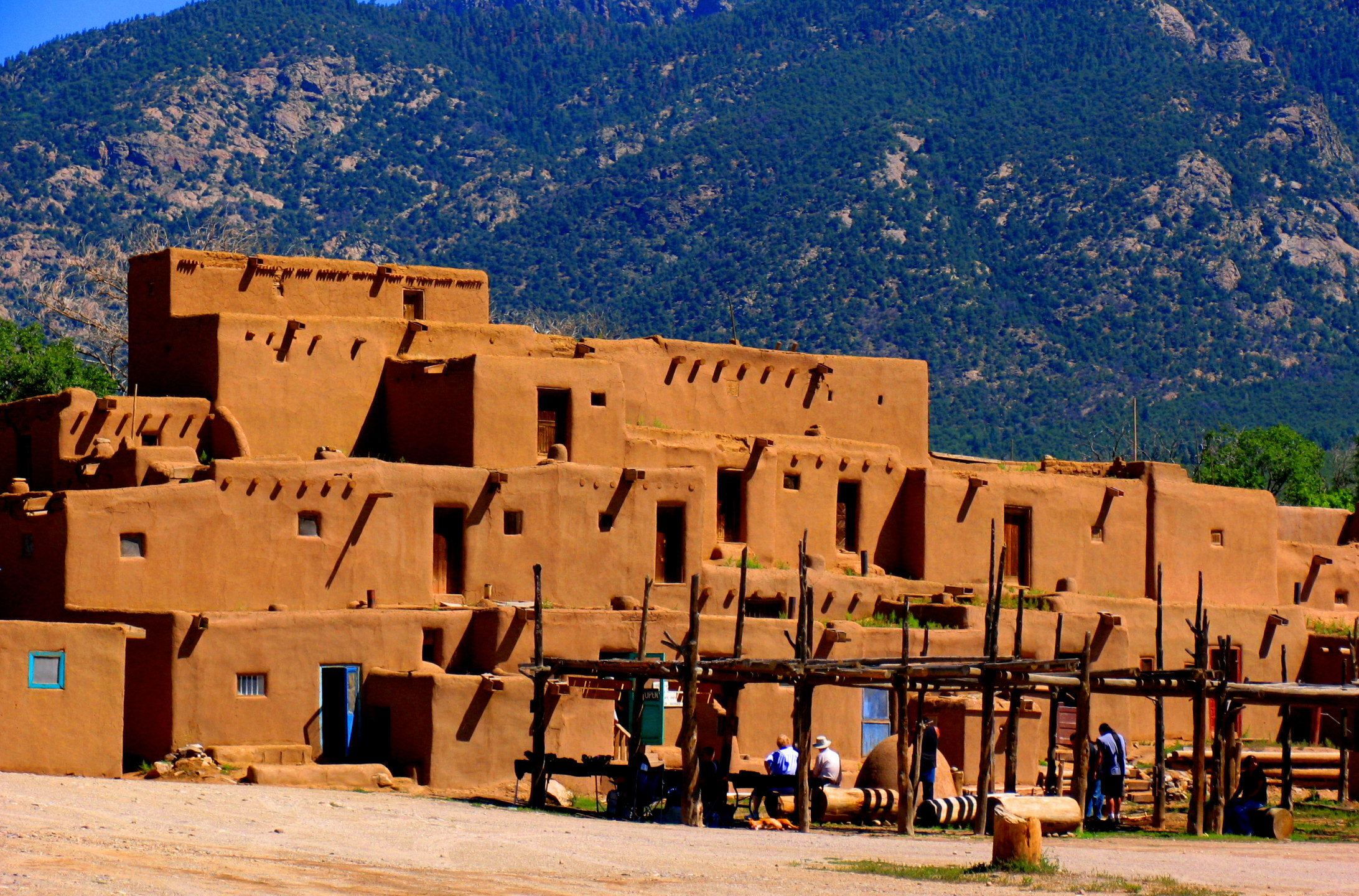
Taos Pueblo, antigo povoamento de índios tao, nativos da América do Norte. Tem cerca de mil anos e situa-se a menos de dois quilómetros da cidade moderna de Taos, Novo México.

Povoamento humano, por vezes referido como assentamento (Brasil), é um termo genérico utilizado em arqueologia, geografia, urbanismo e em várias disciplinas que se ocupam do estudo de comunidades, temporárias ou permanentes, em que vivem pessoas, independentemente da sua dimensão ou importância populacional.
Um povoamento pode assim albergar tanto um pequeno número de habitações agrupadas num reduzido espaço, lugares, aldeias ou vilas, como vastas áreas urbanizadas, as cidades.
Num sentido tradicional, um povoamento inclui bens urbanos como caminhos, estradas, ruas, recintos, campos, lagos, poços, moinhos, igrejas, etc. Pode ainda ser ordenado por fatores definindo uma hierarquia de povoamento, como as megacidades ou as cidades globais. A história da paisagem ocupa-se com os estudos que a morfologia dos povoamentos, tanto em zonas dispersas como concentradas.

## História
A evidência geográfica mais antiga de um assentamento humano foi Jebel Irhoud, onde os primeiros restos humanos modernos de oito indivíduos datam do Paleolítico Médio, cerca de 300 000 anos atrás.
Os restos mais antigos encontrados de habitações construídas são restos de cabanas feitas de lama e galhos por volta de 17 000 a.C. no local de Ohalo (agora submerso) perto da beira do Mar da Galiléia. Os natufianos construíram casas, também no Levante, por volta de 10 000 a.C. Restos de assentamentos, como aldeias, tornaram-se muito mais comuns após a invenção da agricultura.

### Na história da paisagem
A história da paisagem estuda a forma (morfologia) dos assentamentos – por exemplo, se eles são dispersos ou nucleados . A morfologia urbana pode, portanto, ser considerada um tipo especial de estudos histórico-culturais da paisagem. Os assentamentos podem ser ordenados por tamanho, centralidade ou outros fatores para definir uma hierarquia de assentamento. Uma hierarquia de assentamento pode ser usada para classificar assentamentos em todo o mundo, embora um assentamento chamado de 'cidade' em um país possa ser uma 'aldeia' em outros países; ou uma 'grande cidade' em alguns países pode ser uma 'cidade' em outros.

## Modelagem geoespacial
No campo da modelagem preditiva geoespacial, os assentamentos são "uma cidade, vila, vila ou outra aglomeração de edifícios onde as pessoas vivem e trabalham".
A estrutura Global Human Settlement Layer (GHSL) produz informações espaciais globais sobre a presença humana no planeta ao longo do tempo. Isso na forma de mapas construídos, mapas de densidade populacional e mapas de assentamentos. Essas informações são geradas com análise e conhecimento baseados em evidências, usando novas tecnologias de mineração de dados espaciais. A estrutura usa dados heterogêneos, incluindo arquivos globais de imagens de satélite em grande escala, dados de censo e informações geográficas voluntárias. Os dados são processados de forma totalmente automática e geram análises e relatórios de conhecimento de forma objetiva e sistemática sobre a presença de população e infraestruturas construídas. O GHSL opera em uma política de acesso a dados e métodos aberta e livre (entrada aberta, método aberto, saída aberta).